# Nizozemská hokejová reprezentace
Nizozemská hokejová reprezentace je reprezentace Nizozemska v ledním hokeji.
V současné době jsou na 24. místě žebříčku WIHC/IIHF a na mistrovství světa v hokeji hraje divizi I.
Nizozemsko soutěžilo na Olympijských hrách v ledním hokeji roku 1980. Po třech prohrách (mj. 4:17 se SSSR), jedné remíze (3:3 s Japonskem) a jedné výhře (5:3 nad Polskem) obsadilo páté místo v červené skupině, celkově skončilo deváté. Pak soutěžilo v elitní skupině roku 1981, kde obsadilo poslední místo.

## Olympijské hry
| ZOH        | Místo konání ZOH  | Umístění |
| ---------- | ----------------- | -------- |
| ZOH – 1980 | USA (Lake Placid) | 9. místo |

## Mistrovství světa v ledním hokeji

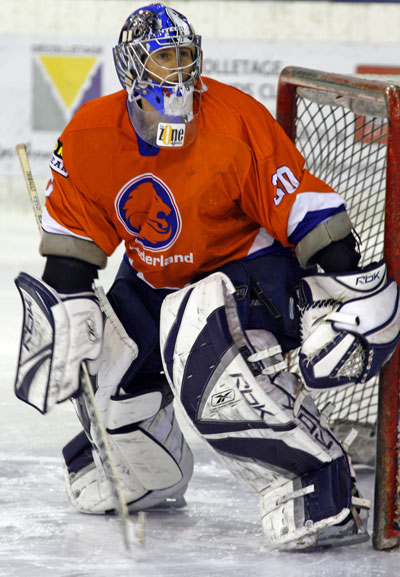
Nizozemský brankář Phil Groeneveld

| MS        | Úroveň      | Místo turnaje                                                                                     | Umístění                         | Celkově                          |
| --------- | ----------- | ------------------------------------------------------------------------------------------------- | -------------------------------- | -------------------------------- |
| MS – 1935 | Elitní      | Davos                                                                                             | 14. místo                        | 14. místo                        |
| MS – 1939 | Elitní      | Curych, Basilej                                                                                   | 11. místo                        | 11. místo                        |
| MS – 1950 | Elitní      | Londýn                                                                                            | 8. místo                         | 8. místo                         |
| MS – 1951 | Skupina B   | Paříž                                                                                             | 3. místo                         | 10. místo                        |
| MS – 1952 | Skupina B   | Lutych                                                                                            | 4. místo                         | 13. místo                        |
| MS – 1953 | Skupina B   | Curych, Basilej                                                                                   | 4. místo                         | 7. místo                         |
| MS – 1955 | Skupina B   | Krefeld, Düsseldorf, Dortmund, Kolín nad Rýnem                                                    | 3. místo                         | 12. místo                        |
| MS – 1961 | Skupina C   | Ženeva, Lausanne                                                                                  | 4. místo                         | 18. místo                        |
| MS – 1963 | Skupina C   | Stockholm                                                                                         | 5. místo                         | 20. místo                        |
| MS – 1967 | Skupina C   | Vídeň                                                                                             | 5. místo                         | 21. místo                        |
| MS – 1969 | Skupina C   | Skopje                                                                                            | 4. místo                         | 18. místo                        |
| MS – 1970 | Skupina C   | Galați                                                                                            | 6. místo                         | 20. místo                        |
| MS – 1971 | Skupina C   | Rotterdam, Tilburg, Utrecht, Groningen, Geleen, Heerenveen, Eindhoven, Nijmegen, 's-Hertogenbosch | 7. místo                         | 21. místo                        |
| MS – 1972 | Skupina C   | Miercurea Ciuc                                                                                    | 7. místo                         | 20. místo                        |
| MS – 1973 | Skupina C   | Nijmegen, Geleen, Utrecht, Tilburg, Rotterdam, Haag                                               | 2. místo                         | 16. místo                        |
| MS – 1974 | Skupina B   | Lublaň                                                                                            | 5. místo                         | 11. místo                        |
| MS – 1975 | Skupina B   | Sapporo                                                                                           | 8. místo                         | 14. místo                        |
| MS – 1976 | Skupina B   | Biel, Aarau                                                                                       | 6. místo                         | 14. místo                        |
| MS – 1977 | Skupina B   | Tokio                                                                                             | 8. místo                         | 16. místo                        |
| MS – 1978 | Skupina C   | Las Palmas                                                                                        | 1. místo                         | 17. místo                        |
| MS – 1979 | Skupina B   | Galați                                                                                            | 1. místo                         | 9. místo                         |
| MS – 1981 | Elitní      | Stockholm, Göteborg                                                                               | 8. místo                         | 8. místo                         |
| MS – 1982 | Skupina B   | Klagenfurt                                                                                        | 8. místo                         | 16. místo                        |
| MS – 1983 | Skupina C   | Budapešť                                                                                          | 1. místo                         | 17. místo                        |
| MS – 1985 | Skupina B   | Fribourg                                                                                          | 6. místo                         | 14. místo                        |
| MS – 1986 | Skupina B   | Eindhoven                                                                                         | 5. místo                         | 13. místo                        |
| MS – 1987 | Skupina B   | Canazei                                                                                           | 7. místo                         | 15. místo                        |
| MS – 1989 | Skupina C   | Sydney                                                                                            | 1. místo                         | 17. místo                        |
| MS – 1990 | Skupina B   | Megève, Lyon                                                                                      | 8. místo                         | 16. místo                        |
| MS – 1991 | Skupina B   | Lublaň, Bled, Jesenice                                                                            | 7. místo                         | 15. místo                        |
| MS – 1992 | Skupina B   | Villach, Klagenfurt                                                                               | 2. místo                         | 13. místo                        |
| MS – 1993 | Skupina B   | Eindhoven                                                                                         | 3. místo                         | 15. místo                        |
| MS – 1994 | Skupina B   | Kodaň                                                                                             | 6. místo                         | 18. místo                        |
| MS – 1995 | Skupina B   | Bratislava                                                                                        | 4. místo                         | 16. místo                        |
| MS – 1996 | Skupina B   | Eindhoven                                                                                         | 7. místo                         | 19. místo                        |
| MS – 1997 | Skupina B   | Katovice, Sosnovec                                                                                | 7. místo                         | 19. místo                        |
| MS – 1998 | Skupina B   | Lublaň, Jesenice                                                                                  | 8. místo                         | 24. místo                        |
| MS – 1999 | Skupina C   | Tilburg, Eindhoven                                                                                | 1. místo                         | 25. místo                        |
| MS – 2000 | Skupina B   | Krakov, Katovice                                                                                  | 8. místo                         | 24. místo                        |
| MS – 2001 | Divize I A  | Grenoble                                                                                          | 5. místo                         | 25. místo                        |
| MS – 2002 | Divize I A  | Eindhoven                                                                                         | 4. místo                         | 24. místo                        |
| MS – 2003 | Divize I A  | Budapešť                                                                                          | 4. místo                         | 23. místo                        |
| MS – 2004 | Divize I A  | Oslo                                                                                              | 3. místo                         | 22. místo                        |
| MS – 2005 | Divize I B  | Eindhoven                                                                                         | 3. místo                         | 22. místo                        |
| MS – 2006 | Divize I B  | Tallinn                                                                                           | 5. místo                         | 25. místo                        |
| MS – 2007 | Divize I A  | Cicikar                                                                                           | 5. místo                         | 25. místo                        |
| MS – 2008 | Divize I A  | Innsbruck                                                                                         | 5. místo                         | 26. místo                        |
| MS – 2009 | Divize I B  | Toruň                                                                                             | 5. místo                         | 25. místo                        |
| MS – 2010 | Divize I A  | Tilburg                                                                                           | 4. místo                         | 24. místo                        |
| MS – 2011 | Divize I A  | Budapešť                                                                                          | 4. místo                         | 24. místo                        |
| MS – 2012 | Divize I B  | Krynica                                                                                           | 3. místo                         | 25. místo                        |
| MS – 2013 | Divize I B  | Doněck                                                                                            | 3. místo                         | 25. místo                        |
| MS – 2014 | Divize I B  | Kaunas                                                                                            | 5. místo                         | 27. místo                        |
| MS – 2015 | Divize I B  | Eindhoven                                                                                         | 6. místo                         | 28. místo                        |
| MS – 2016 | Divize II A | Jaca                                                                                              | 1. místo                         | 29. místo                        |
| MS – 2017 | Divize I B  | Belfast                                                                                           | 6. místo                         | 28. místo                        |
| MS – 2018 | Divize II A | Tilburg                                                                                           | 1. místo                         | 29. místo                        |
| MS – 2019 | Divize I B  | Tallinn                                                                                           | 6. místo                         | 28. místo                        |
| MS – 2020 | Divize II A | Záhřeb                                                                                            | Zrušeno kvůli pandemii covidu-19 | Zrušeno kvůli pandemii covidu-19 |
| MS – 2021 | Divize II A | Peking                                                                                            | Zrušeno kvůli pandemii covidu-19 | Zrušeno kvůli pandemii covidu-19 |
| MS – 2022 | Divize II A | Záhřeb                                                                                            | 2. místo                         | 28. místo                        |
| MS – 2023 | Divize I B  | Tallinn                                                                                           | 5. místo                         | 27. místo                        |
| MS – 2024 | Divize I B  | Vilnius                                                                                           | 6. místo                         |                                  |